# Захарин Сабльов
Захарин Сабльов (роден на 30 юни 1965 г.) е български футболист, полузащитник. Играл е в Рилски спортист (Самоков), Марек (Дупница), Янтра (Габрово), Етър (Велико Търново), Спартак (Варна) и Локомотив (Пловдив).
Има 149 мача и 9 гола в А група. С Етър печели Купата на Професионалната футболна лига през сезон 1994/95. На 22 юни 1996 г. като футболист на Спартак (Варна) бележи гол при победата с 2:1 срещу Мюнхен 1860 за Интертото.

## Успехи
Етър
- Купа на ПФЛ:
  -  Носител: 1994/95